# Tinamotis pentlandii
Tinamotis pentlandii là một loài chim trong họ Tinamidae.